# Franciszkańska

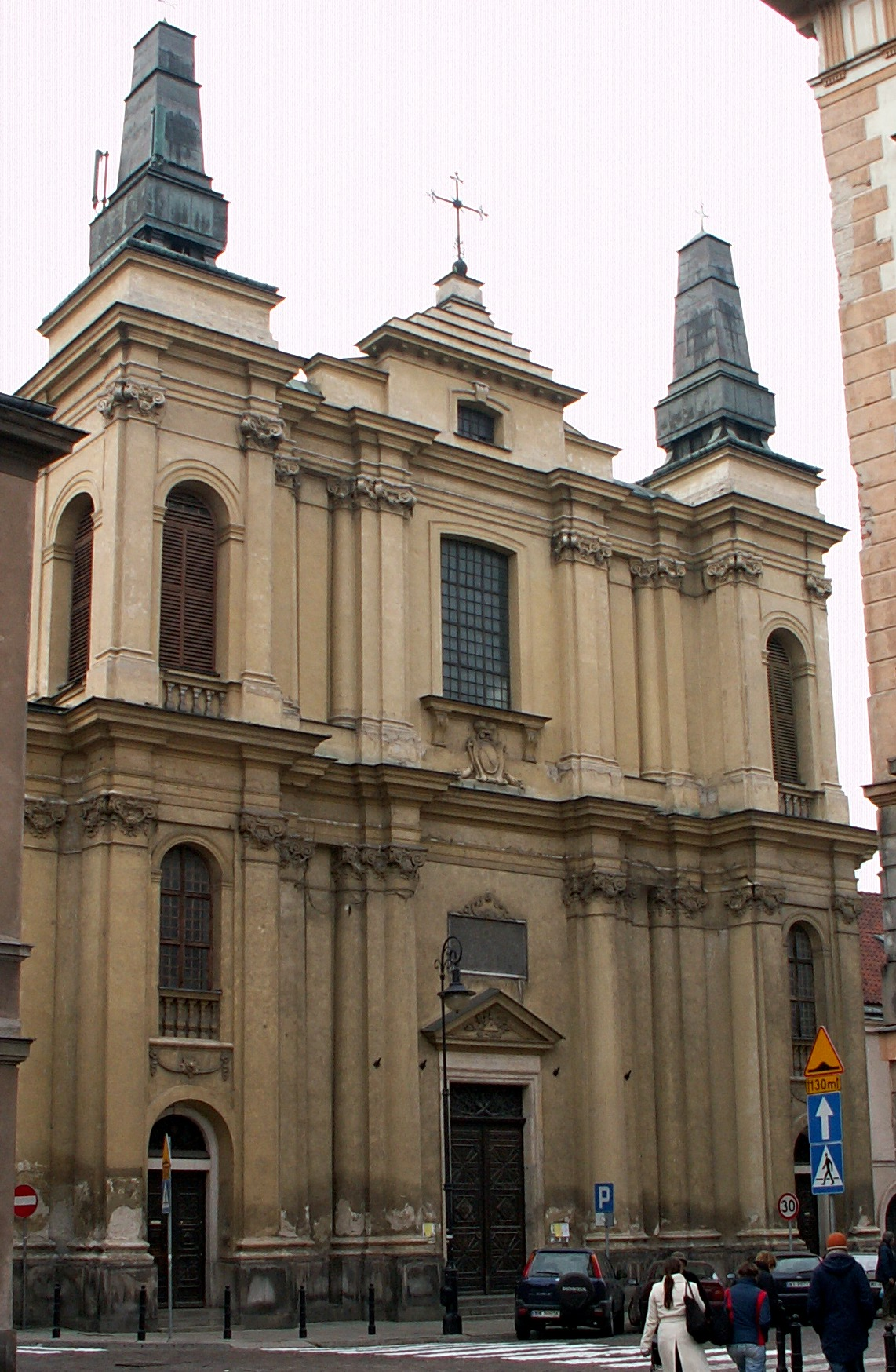
Nhà thờ Thánh Phanxicô Assisi

Franciszkańska (Phố Franciscan) là một con đường ở trung tâm Warsaw, nối liền Thị trấn Mới với phố Nalewki. Vào thế kỷ 19, nơi đây là nơi mà người Do Thái sinh sống chủ yếu, những người đã chuyển đổi đường phố thành một khu chợ ngoài trời rộng lớn. Tên của nó được bắt nguồn từ Nhà thờ Saint Francis thuộc sở hữu của Franciscans.
Đường phố đã bị phá hủy trong Thế chiến II, cùng với hầu hết các Thị trấn mới và Phố cổ. Người Franciscans đã có thể xây dựng lại nhà thờ của họ, cũng như tu viện liền kề. Nhà thờ cuối cùng đã xây dựng cong với việc hoàn thành bàn thờ chính vào giữa những năm 1970. Đường phố được xây dựng lại vào năm 1949, với hầu hết các tòa nhà, được xây dựng vào thời điểm đó là một kiểu nhà ở xã hội chủ nghĩa "kiểu mẫu", chiếm đóng vào năm 1950. (Có một ngoại lệ: một tòa nhà chung cư sống sót sau chiến tranh và, mặc dù đổ nát, vẫn bị chiếm đóng cho đến cuối những năm 1970, khi nó bị phá hủy và một tòa nhà mới được đặt vào vị trí của nó.) Các tòa nhà mới đã bị chiếm đóng bởi các công nhân của PWPW, cơ quan in tiền lo ngại một vài khối bị mất, nơi tiền được in trước chiến tranh cũng như sau đó. Trớ trêu thay, vì PWPW được xây dựng để bao gồm các boongke của chính phủ trong trường hợp chiến tranh, nên theo nghĩa đen là không thể phá bỏ sau chiến tranh.
Ngày nay, Franciszkańska là một khu dân cư ở một khu vực rất đáng mơ ước của thị trấn.